# Eriosema prunelloides
Eriosema prunelloides är en ärtväxtart som beskrevs av Baker f. Eriosema prunelloides ingår i släktet Eriosema och familjen ärtväxter. Inga underarter finns listade i Catalogue of Life.